# Hukou (Jiujiang)

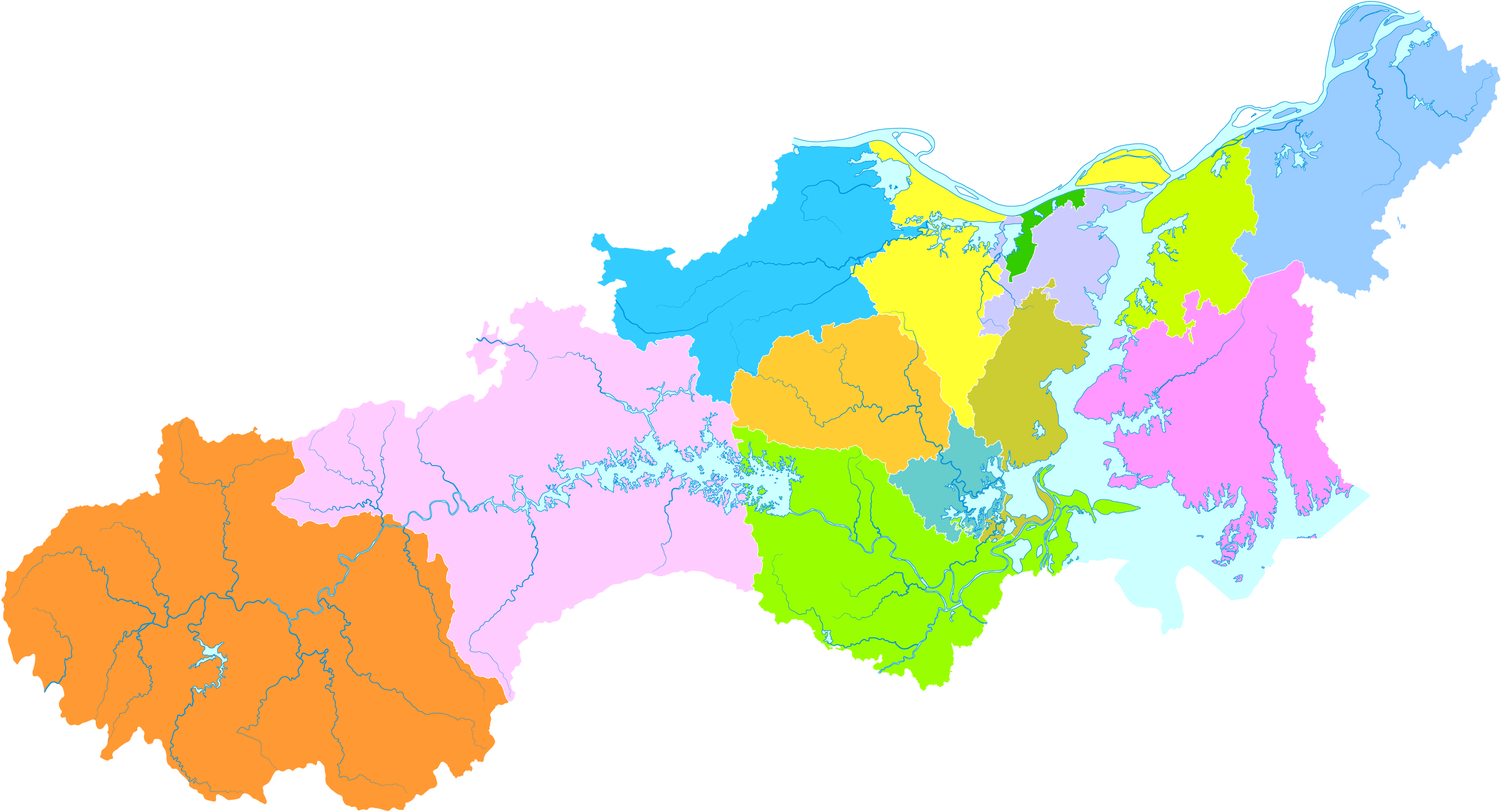
Lage von Hukou auf dem Gebiet der Stadt Jiujiang

Der Kreis Hukou (chinesisch 湖口县, Pinyin Húkǒu Xiàn) ist ein Kreis der bezirksfreien Stadt Jiujiang in der südchinesischen Provinz Jiangxi. Er hat eine Fläche von 674 km² und zählt 275.797 Einwohner (Stand: Zensus 2010). Sein Hauptort ist die Großgemeinde Shuangzhong (双钟镇).

## Administrative Gliederung
Auf Gemeindeebene setzt sich der Kreis aus fünf Großgemeinden und sieben Gemeinden zusammen. 